# Grå/grøn klit
Klitter, hvor bevoksningen dækker klitområdet og sikrer dens stabilitet, kaldes grå klit eller grønsværsklit. Den er en prioriteret naturtype i Natura 2000-systemet med betegnelsen 2130 * Stabile kystklitter med urteagtig vegetation (grå klit og grønsværklit). )
Naturtypen har et mere eller mindre lukket plantedække med græsser, urter, mosser og laver. Der er to undertyper, hvor grå klit er de mest udvaskede og sure klitter med en særlig rig mos- og lavflora. Hvor sandet har et højt kalkindhold findes den artsrige grønsværsklit.

## Bevoksning
Grå klitter dækkes fortrinsvis af græsser og urter, iblandet partier med enårige arter, mosser og laver.
Blandt de vækster, der trives i grå klitter, er blød hejre, bredbægret ensian, sandstar, arter af hønsetarm, sandskæg, hejrenæb, gul snerre, klitkambunke, bakkeforglemmigej, markkrageklo, sandrottehale, almindelig mælkeurt, klitlimurt, klitstedmoderblomst, smalbladet høgeurt, almindelig kongepen, hundeviol, blåmunke, fåresvingel, rød svingel, smalbladet timian, bidende stenurt, blodrød storkenæb, blød storkenæb, almindelig kællingetand, vellugtende gulaks, markbynke, almindelig pimpinelle, engrapgræs, engelskgræs.

## Udbredelse
Naturtypen forekommer i Danmark fortrinsvis langs Jyllands vestkyst, således ved Svinkløv og Grønnestrand, i Hanstholm-reservatet i Thy, desuden i Tisvilde i Nordøstsjælland og på Dueodde på Bornholm. I Danmark er disse typer klit meget udbredte, men på europæisk plan er de mere sjældne og truede.